# 아고스 (기업)
아고스(Argos)는 1973년 창립된 영국과 아일랜드에 있는 상품 목록 소매상이다. 800개가 넘는 점포로, 영국에서 가장 큰 일반 상품 소매 판매점이다. 오늘날 아르고스는 홈 리테일 그룹의 일부다. 엘리자베스 듀크(보석 및 시계), 알바 부시, 클레이 밸리 그리고 많은 다른 브랜드를 소유한다. 아고스는 한때 FTSE 100 인덱스에 편입되었으나, 오늘날에는 이 회사의 모회사 홈 리테일 그룹이 FTSE 250 인덱스에 포함되어 있다.